# Grammia minea
Grammia minea är en fjärilsart som beskrevs av Sloss 1892. Grammia minea ingår i släktet Grammia och familjen björnspinnare. Inga underarter finns listade i Catalogue of Life.